# UEFA Champions League finalen 2010
UEFA Champions League finalen 2010 var en fodboldkamp der blev spillet den 22. maj 2010. Kampen blev spillet på Santiago Bernabéu i Madrid, og skulle finde vinderen af UEFA Champions League 2009-10. De deltagende hold var tyske Bayern München og italienske Inter Milano. Kampen blev vundet af Inter med 2-0, der sikrede sig The Treble for første gang i klubbens historie, og første gang for en italiensk klub. Forinden havde klubben i samme sæson vundet Serie A og Coppa Italia.
Det var Inters tredje sejr i turneringen, og deres første siden 1965, ligesom det var deres første finale i den største europæiske holdturneringen siden 1972, hvor de tabte til Ajax Amsterdam. Bayern München havde seneste vundet UEFA Champions League i 2001 hvor de besejrede Valencia. Dette var også første gang siden 2002 at der var tysk deltagelse i finalen, da Bayer Leverkusen tabte til Real Madrid. Finalen var også den første hvor der ikke var et engelsk hold som deltager, siden 2004 hvor AS Monaco tabte til FC Porto. Santiago Bernabéu havde tre gange tidligere lagt græs til en Champions League-finale, da der også blev spillet i Madrid i 1957, 1969 og 1980. Det var den første finale i turneringens historie der blev spillet på en lørdag, da alle foregående var afholdt om onsdagen.
Kampen blev ledet af den engelske dommer Howard Webb.

## Kampen
Foran 73.490 tilskuere tog Inter føringen i det 35. minut, da argentineren Diego Milito scorede kampens første mål. Efter 70 minutter øgede Milito til 2-0, som også blev kampens resultat.
Inter-spillerne Milito blev af UEFA kåret til kampens bedste spiller, og Wesley Sneijder blev af fansene kåret til den bedste. Inters træner José Mourinho meddelte efter kampen at han forlod klubben, da han ville prøve at vinde Champions League med tre forskellige klubber. Han havde i 2004 vundet trofæet med FC Porto.